# Zuria Vega
Zuria Vega  (Mexikóváros, Mexikó, 1989. január 10. –) mexikói színésznő.

## Élete és pályafutása
1989. január 10-én született, Mexikóvárosban. Apja Gonzalo Vega, anyja Leonora Sisto. Két testvére van: Gonzalo és Marimar. Utóbbi szintén befutott színésznő.
Legelső szerepét a La Senora Presidente című darabban kapta, melyet apja rendezett. A TV képernyőjén egy sorozattal kezdett, a SOS: sexo y Otros secretos-al, melyben Robertát alakította. Ez 2007 és 2008 között történt. 2008 és 2009 között az Alma de Hierro-ban is szerepet kapott, mint  Renata Higareda. Ezért az alakításáért TVyNovelas díjat is kapott. 2009 és 2010 között szerepelt a Mar de amor-ban, Mario Cimarro és Ninel Conde mellett. Estrella Marina Briceño szerepe egyben az első főszerep volt. Nálunk is leadták A szerelem tengere címmel.
A 2010-es évben nagyon aktív volt:életében először egy filmben szerepelt, Gaby-ként a Sin Ella-ban, majd első színházi szerepét is megkapta, a No Sé si cortarme las venas, o dejármelas largas-ban Juliát alakította, és szerepelt a Mujeres asesinas 3. évadában is, más szóval Gyilkos nőkben.  Azucena Chávez-t játszotta el. 2011-ben újabb színházi szerepe akadt, a Sin Cura o Adios le dije-ben Bruna-t keltette életre, majd az El Equipo-ban Magda Saenz szerepét kapta meg, aki szövetségi rendőr. Ezt jelenleg is eljátssza. 2012-ben újabb telenovellaszerepet kapott, az Un Refugio para el Amor című telenovellában Luciana Jacinto Flores-t alakította, aki a főszereplő.

## Magánélete
Beleszeretett az Alma de hierro-beli partnerébe, az akkor még házas Jorge Pozába, aki viszonozta is ezt. Jorge elvált a feleségétől, Mayrín Villanuevától és két gyermeküktől. Mint kiderült, felesége is hűtlen volt hozzá, ő Eduardo Santamarinával lépett félre. Jorge és Zuria kapcsolata 2011-ben véget ért. 
2012-ben Pablo Lylevel randizott, majd 2013-ban összejött Alberto Guerrával, aki 2014 márciusában eljegyezte. A pár 2014. november 22-én házasodott össze szűk családi körben. 2016-ban bejelentette hogy első gyermekével várandós.

## Filmográfia

### Televízió
- S.O.S.: Sexo y otros secretos-2007-2008-Roberta
- Alma de Hierro-2008-2009-Renata Higareda Fontana
- Mujeres asesinas-2010-Azucena
- Mar de amor (A szerelem tengere)-2009-2010-Estrella Marina Briceño: (Magyar hangja: Bogdányi Titanilla)
- El Equipo-2011-Magda Saenz
- Cloroformo-2012-Valerie
- Un refugio para el Amor (Menekülés a szerelembe)-2012-Luciana Jacinto Flores / Luciana Linares Talancón (Magyar hangja: Mezei Kitty)
- Qué pobres tan ricos-2013-2014-María Guadalupe Menchaca Martínez "Lupita"
- Que te perdone Dios-2015-Abigail Rios / Abigail Ramos Flores
- María-2016-Jennifer
- Las 13 esposas de Wilson Fernández-2017-María Teresa
- Mi marido tiene familia-2017-2019-Julieta Aguilar Rivera
- Mi propósito eres tú-2018-Julieta Aguilar Rivera
- The Five Juanas-2021-Juana Manuela
- El refugio-2022-Paula
- Las pelotaris 1926-2023-Chelo
- Who Killed Him?-2024-Brenda Brezares

### Film
- Sin ella-2010-Gaby
- No sé si cortarme las venas o dejármelas largas-2013-Julia
- Darker Than Night-2014-Greta
- Elvira, te daría mi vida pero la estoy usando-2014-Ana
- Casi una gran estafa-2017-Elena
- Inquilinos-2018
- En las buenas y en las malas-2019-Valeria
- ¿Y cómo es él?-2020-Marcia
- Casando a mi ex-2023-Mariana

## Színház
- No sé si cortarme las venas, o dejármelas largas-2010-Julia
- Sin cura o adios le dije-2011-Bruna
- Cama para dos-2013-Mariana

## Díjak és jelölések
TVyNovelas-díj
| Év   | Kategória                                    | Cím                    | Eredmény |
| ---- | -------------------------------------------- | ---------------------- | -------- |
| 2009 | Legjobb női felfedezett                      | Alma de Hierro         | Elnyerte |
| 2013 | Legjobb női főszereplő                       | Menekülés a szerelembe | Jelölve  |
| 2013 | Kedvenc páros és csók (Gabriel Soto mellett) | Menekülés a szerelembe | Elnyerte |

People en Español-díj
| Év   | Kategória                   | Cím                    | Eredmény |
| ---- | --------------------------- | ---------------------- | -------- |
| 2009 | Az év legjobb felfedezettje | Alma de Hierro         | Jelölve  |
| 2012 | Az év legjobb felfedezettje | Menekülés a szerelembe | Elnyerte |